# Nước cốt

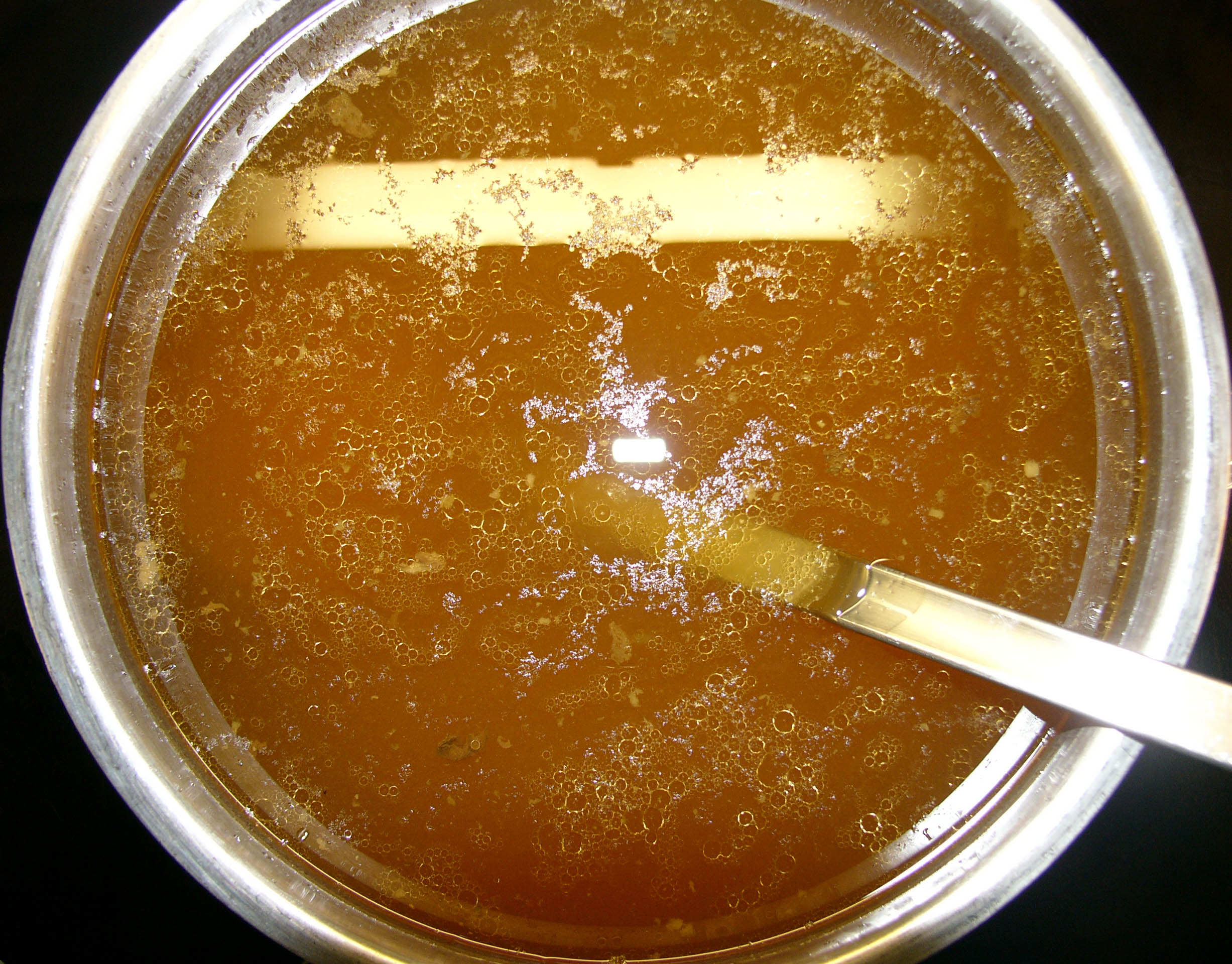
Nước cốt được chế biến từ thịt và rau

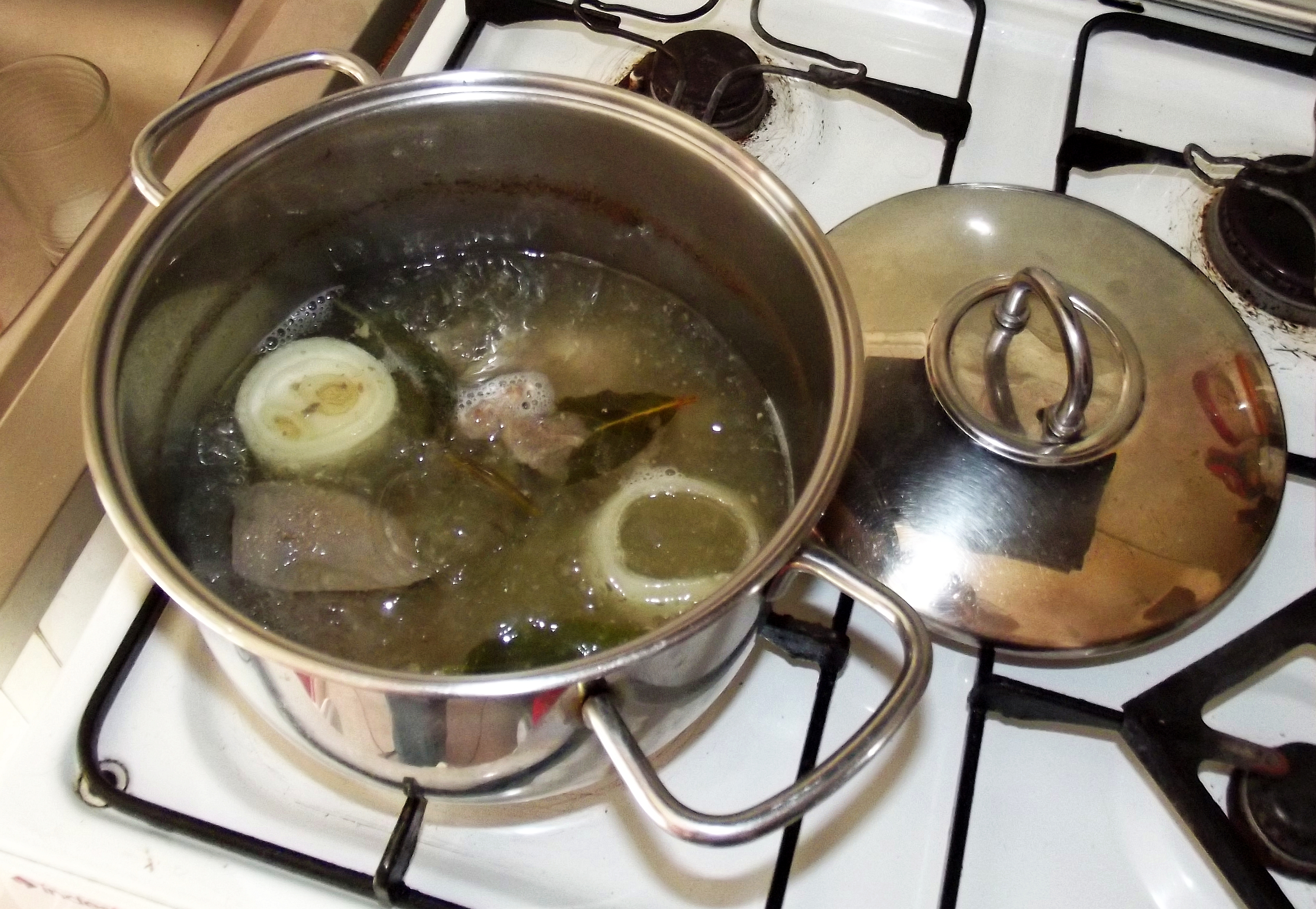
Nước cốt thịt bò đang được nấu

Nước cốt, còn được gọi là nước cốt xương và bouillon, là một chất lỏng thơm ngon được làm từ nước trong đó xương, thịt hoặc rau đã được ninh nhừ. Nó có thể được ăn một mình, nhưng nó được sử dụng phổ biến nhất để chuẩn bị các món ăn khác, chẳng hạn như súp, nước thịt và nước sốt.
Nước dùng lỏng được chuẩn bị thương mại có sẵn, điển hình là thịt gà, thịt bò, cá và các loại rau. Nước dùng được khử nước ở dạng khối bouillon được thương mại hóa bắt đầu từ đầu thế kỷ 20.

## Nước dùng với nước cốt
Rất nhiều đầu bếp và nhà ẩm thực dùng khái niệm nước dùng và nước cốt hoán đổi cho nhau. Vào năm 1974, James Beard viết rằng nước dùng, nước cốt và bouillon "tất cả là những thứ giống nhau"
Trong khi có rất nhiều người chỉ ra điểm khác biệt giữa nước dùng và nước cốt, chi tiết của những điểm khác biệt thường khác nhau. Một khả năng là nước cốt được làm chính từ xương đông vật, khác với thịt, và vì thế chứa nhiều gelatin, làm cho chúng đặc hơn. Một điểm khác biệt khác thường được nhắc đến là nước cốt được nấu lâu hơn nước dùng và vì thế có vị đậm hơn.  Một điểm khác biệt thứ ba là nước cốt được để lại chưa nêm gia vị để dùng trong nhiều công thức và nước dùng được nêm gia vị và có thể ăn không.
Tại Anh, "nước dùng" nghĩa là chất lỏng trong canh súp gồm các miếng thịt, cá, hay rau củ cứng, còn "nước cốt" nghĩa là nước chính để làm canh súp. Theo nghĩa này, truyền thống, nước cốt chưa một dạng thịt hay cá nào đấy; Tuy nhiên, hiện nay chấp nhận được để chỉ nước luộc rau củ là một loại nước cốt
Tại Việt Nam, đa số người dân đều nói rằng nước dùng được làm trực tiếp từ xương và nước dùng là nước dùng pha thêm những thứ khác.

## Thực phẩm bồi dưỡng
Vào năm 2013, "nước cốt xương" đã trở thành một xu hướng thực phẩm sức khỏe phổ biến, do sự hồi sinh về độ phổ biến của chất béo trong chế độ ăn kiêng đường và quan tâm đến việc có thể được thêm vào các "thực phẩm chức năng" và "thuốc chữa bệnh" như nghệ và gừng. Hộp đựng nước cốt xương, dịch vụ giao nước cốt tận nhà, nơi bán nước dùng xương và chai nước dùng xương lạnh đã trở nên phổ biến ở Hoa Kỳ. Thứ này đã nổi tiếng hơn bởi cuốn sách Nourishing Broth năm 2014, trong đó các tác giả Sally Fallon Morell và Kaayla T. Daniel cho rằng mật độ dinh dưỡng của nước dùng có nhiều tác dụng đối với sức khỏe: tăng cường hệ miễn dịch; cải thiện khớp, da và tóc do hàm lượng collagen; và thúc đẩy răng và xương khỏe mạnh do nồng độ calci, magnesi và phosphor. Không có bằng chứng khoa học để hỗ trợ nhiều tuyên bố đưa ra cho nước cốt xương. Một vài nghiên cứu nhỏ đã tìm thấy một số lợi ích có thể có đối với nước cốt gà, chẳng hạn như làm sạch đường mũi. Cốt gà cũng có thể làm giảm viêm; tuy nhiên, tác dụng này chưa được xác nhận trong các nghiên cứu có kiểm soát ở người lớn.